# روبرتو تامبوريني
روبرتو تامبوريني (بالإيطالية: Roberto Tamburini)‏ مواليد 15 يناير 1991 في ريميني، هو متسابق دراجات نارية إيطالي. نافس في سباقات بطولة العالم لفئة 125 سي سي. كما شارك في بطولة العالم للسوبرسبورت.

## روابط خارجية
- روبرتو تامبوريني على موقع WorldSBK.com (الإنجليزية)
- روبرتو تامبوريني على موقع CONI honoured athlete website (الإيطالية)